# Jarcevo
Jarcevo (rusky Ярцево) je město v Ruské federaci, kde spadá do Smolenské oblasti. Leží na Vopu zhruba 63 kilometrů na severovýchod od Smolenska. Městem je od roku 1926 a dnes má zhruba padesát tisíc obyvatel.

## Rodáci
- Alexandr Gennaďjevič Kuroš (1908-1971), algebraik